# Emerson Acuña
Emerson de Jesús Acuña Juvinao (Barranquilla, 16 giugno 1979) è un ex calciatore colombiano, di ruolo attaccante.